# The Tenant of Wildfell Hall (mini-série)
Pour l’article homonyme, voir La Locataire de Wildfell Hall.
The Tenant of Wildfell Hall est une mini-série britannique en trois parties totalisant 159 minutes réalisée par Mike Barker, adaptée du roman éponyme d'Anne Brontë, et diffusée du 17 au 24 novembre 1996 sur BBC One, et au Canada du 4 au 18 juin 1997 sur le réseau CBC.
Cette série est inédite dans tous les pays francophones.

## Synopsis
L'arrivée au manoir de Wildfell d'Helen Graham alimente les conversations de tout le village : qui est-elle ? Pourquoi vit-elle recluse avec son jeune fils ? Quel secret peut-elle cacher ? Le séduisant fermier Gilbert Markham s'éprend de l'inconnue. À la suite de nouvelles rumeurs, il va commettre l'impensable…

## Distribution
- Toby Stephens : Gilbert Markham
- Tara Fitzgerald : Helen
- Rupert Graves : Huntingdon
- Sarah Badel : Rachel
- Jackson Leach : Arthur
- Sean Gallagher (en) : Hargrave
- Jonathan Cake : Hattersley
- Joe Absolom (en) : Fergus Markham
- Kenneth Cranham : Révérend Millward
- Pam Ferris : Mrs Markham
- Cathy Murphy (en) : Miss Myers
- Paloma Baeza : Rose Markham
- Aran Bell : Richard Wilson
- Miranda Pleasence : Eliza Millward
- James Purefoy : Mr Lawrence
- Kim Durham : Benson
- Dominic Rowan (en) : Lowborough
- Beatie Edney : Annabella
- Janet Dale : Mrs Wilson
- Susannah Wise (en) : Millicent
- Karen Westwood (en) : Jane Wilson